# 矢野竜司
矢野 竜司（やの りゅうじ、1985年3月1日 - ）は、日本の俳優。大阪府出身。身長171cm、血液型はA型。オールウェイズ（前所属のスリーフィールド100%子会社）所属。

## 来歴・人物
地元の公立高校を卒業後、サンドペーパーの工場に就職。関西の演劇集団「ポールシフト」のメンバーからスタートして役者の道へ。
本格的に俳優業に取り組むため、4年勤めた会社を退職し2007年4月に上京。『隠し砦の三悪人 THE LAST PRINCESS』で映画デビュー。現在はドラマ、CM、舞台で俳優として活動するほか、NHKの生放送情報番組でアシスタント兼リポーターを務める。
バスケットボールが得意で学生時代から続けている。

## 出演

### テレビドラマ
- 武勇戦鬼（2008年、東京MXテレビ） - 驫木まこと 役
- 君のせい（2009年、TBS） - 松尾慎之介 役
- 月曜ゴールデン ガラスの牙（2010年、TBS） - 西山辰夫 役
- 金曜プレステージ 浅見光彦シリーズ 第43作（2012年、フジテレビ）

### 情報番組
- 三つのたまご（2009年4月19日 - 2011年2月27日、NHK） - 隔週レギュラー出演
- NHKとっておきサンデー（2011年4月17日 - 2015年3月29日、NHK） - 隔週レギュラー出演

### 映画
- 隠し砦の三悪人 THE LAST PRINCESS（2008年5月公開） - 鷹山刑部に仕える部隊の一人 役
- 工業哀歌バレーボーイズ THE MOVIE（2008年11月公開） - 三城 役
- クローズZERO II（2009年4月公開） - 鳳仙学園スキンヘッド集団の一人 役

### 舞台
- 三人姉妹（2007年、シアタープロジェクト東京）
- およどんとお玉と熊ぐす博士（2008年、新歌舞伎座）

### CM
- au by KDDI「もし僕らが、嵐でなかったら」めまい篇（2009年） - 大野智の後輩 役
- PiTaPa 初デート編（2009年） - 石井 役
- Yahoo!Japan スマートフォンでもYahoo!編（2011年） - 平田薫の彼氏・ケンサク 役
- ACジャパン「宮沢賢治 明日を信じる」編（2011年）